# Sparda Bank Hessen Stadium
Lo Sparda Bank Hessen Stadium è uno stadio di calcio di Offenbach am Main, che può contenere 20.600 spettatori. Dal 2012 ospita le partite casalinghe del Kickers Offenbach, che prima giocava nello Stadion am Bieberer Berg; il vecchio impianto è stato demolito nel 2011 per far posto a quello attuale.